# Marjanji Tongah
Marjanji Tongah is een bestuurslaag in het regentschap Deli Serdang van de provincie Noord-Sumatra, Indonesië. Marjanji Tongah telt 185 inwoners (volkstelling 2010).